# ANDAM (récompense de mode)
Les  ANDAM, ou « prix ANDAM », également connus sous le nom de ANDAM Fashion Awards, sont une cérémonie des prix de la mode française remise par l'Association nationale pour le développement des arts de la mode, créée en 1989 par Nathalie Dufour, dans le cadre d'un prix conjoint entre le Ministère de la Culture et l'organisation Defi Mode. Il a été reconnu comme un point de référence pour les créateurs, les professionnels de la mode et les membres de la presse internationale, et comme une passerelle pour les jeunes créateurs souhaitant entrer à la Semaine de la mode de Paris.

## Historique
Les prix étaient à l'origine réservés aux Européens vivant en France, mais l'entrée a été étendue aux candidats internationaux en 2005.
En 2011, un nouveau Prix Première Collection a été créé, offrant une subvention de 60 000 € à une entreprise de mode française. En 2012, la valeur des prix mondiaux a été portée à 290 000 €, avec l'introduction d'un prix L'Express Style de 60 000 €.
En 2018, la valeur des récompenses mondiales a atteint 430 000 € avec quatre prix : le Grand Prix, le Prix de la Marque Créative, le Prix de l'Accessoire et le Prix de l'Innovation pour les créateurs, entrepreneurs ou start-up souhaitant développer un projet en France. Le Prix de l'Innovation récompense les solutions créatives, innovantes et technologiques dans le domaine de la création, de la production et de la distribution de la mode pour développer une mode responsable et transparente, prenant en compte les enjeux économiques, environnementaux et sociaux.
La même année, Guillaume Houzé remplace Pierre Bergé à la présidence du prix.

## Faits relevants
- 1989 : Le couturier belge Martin Margiela devient le premier lauréat.
- 1994 : Viktor & Rolf reçoit la bourse principale.
- 1995 : Christophe Lemaire remporte le concours et devient directeur artistique de la maison de couture française Hermès.
- 1998 : Jeremy Scott gagne puis collabore avec Longchamp.
- 2000 : Lutz Huelle gagne, devient directeur artistique de Jesús del Pozo et travaille pour Max Mara et Brioni, ainsi que directeur artistique de sa marque éponyme.
- 2003 : Anne-Valérie Hash gagne et rejoint les Galeries Lafayette.
- 2005 : L'ANDAM ouvre son concours aux candidats internationaux ne résidant pas en France, permettant à Bernhard Willhelm de remporter le prix. Felipe Oliveira Baptista, actuel directeur artistique de Lacoste, collabore avec LVMH et Beams (Japon).
- 2007 : Bruno Pieters est financé par Yves Saint Laurent et la Fondation Pierre Bergé-Yves Saint Laurent.
- 2008 : L'ANDAM crée un prix international unique d'un montant total de 150 000 €. Gareth Pugh est le boursier de cette nouvelle édition.
- 2009 : Un second prix est créé, le Young Fashion Designer Award, remporté par Ligia Díaz. Longchamp collabore avec Jeremy Scott, Bless et Charles Anastase, anciens lauréats de l'ANDAM[1]. Par ailleurs, l'ANDAM fête ses 20 ans .
- 2010 : L'ANDAM organise son premier « dîner de la mode » animé par le Ministre de la Culture de France, entouré des principaux acteurs de la scène de la mode contemporaine[2].
- 2011 : L'ANDAM récompense Anthony Vaccarello d'une dotation de 200 000 €, qui lui permet de créer sa structure française. Le prix Première Collection est remis à Yiqing Yin qui remporte une dotation de 60 000 €[3].
- 2012 : L'ANDAM récompense Julien David d'une dotation de 230 000 € et Pièce d'Anarchive d'une dotation de 60 000 €.
- 2013 : L'ANDAM récompense Alexandre Mattiussi d'une dotation de 250 000 € et Christine Phung de 75 000 € et du Premier Prix de la Collection[4].
- 2014 : L'ANDAM récompense Iris Van Herpen d'une dotation de 250 000 € et Sébastien Meyer de 75 000 € et Premier Prix de la Collection[5].
- 2015 : L'ANDAM récompense Stéphane Ashpool d'un prix de 250 000 €, le Prix Léa Peckre Première Collection d'un prix de 100 000 € et le Prix Accessoires Charlotte Chesnais d'un prix de 50 000 €[6].
- 2016 : L'ANDAM récompense Wanda Nylon avec un prix de 250 000 €, le Prix Atlein First Collection avec un prix de 100 000 € et le Prix Tomasini Paris Accessoires avec un prix de 50 000 €[7].
- 2017 : ANDAM récompense Y/Project avec une dotation de 250 000 €, AVOC avec une dotation de 100 000 € et le First Collection Award, Ana Khouri avec une dotation du Access Award.
- 2018 : L'ANDAM récompense Atlein d'une dotation de 250 000 €, le Prix Ludovic de Saint Sernin Première Collection d'une dotation de 100 000 €, le Prix D'Heygère Accessoires d'une dotation de 50 000 € et le Prix de l'Innovation Colorifix d'une dotation de 30 000 €.
- 2019 : Christelle Kocher, fondatrice de la marque Koché, reçoit le prix[8].

## Récipiendaires de bourses
| 1989 | Olivier Guillemin, Martin Margiela, Frédéric Molenac, Bridget Yorke                                          |
| 1990 | Hélène Népomiatzi (31 février), Franck-Joseph Bastille, Christophe Lemaire, Mariot Chanet (E2), Roelli Testu |
| 1991 | Jean Colonna, Véronique Leroy, José Lévy, Pascal Marais, Hervé Van Der Straeten                              |
| 1992 | Mahmoud Akram, Marie-Cécile Grossmann, Marthe Lagache, Jean Touitou (A.P.C.), Jft Yun                        |
| 1993 | Agathe Gonnet, Sami Tillouche                                                                                |
| 1994 | Marc Le Bihan, Véronique Leroy, Viktor & Rolf, Bridget Yorke                                                 |
| 1995 | Adeline André, François-Marie Ascencio et Hélène Frain, Christophe Lemaire, Fred Sathal                      |
| 1996 | Lisa Astorino, Viviane Cazeneuve, Udo Edling, Cyd Jouny, Xuly Bët                                            |
| 1997 | Shinichiro Arakawa, Elsa Esturgie, Erik Halley, Rodolphe Menudier, Darja Richter, Gilles Rosier              |
| 1998 | Isabelle Ballu, Jérôme Dreyfuss, Sandrine Léonard, Benoît Méléard, Jeremy Scott, Gaspard Yurkievich          |
| 1999 | Bless, Pascal Humbert, Dorothée Perret, Jean-François Pinto, Carrie Rossman, Patrick Van Ommeslaeghe         |
| 2000 | Alexandre & Matthieu, Lutz, Vincent Rubin, Jeremy Scott, Andre Walker                                        |
| 2001 | Carel & Rubio, Vava Dudu et Fabrice Lorrain, Erik Halley, Laurent Mercier, Yukie Otsuki, Goran Y Pejkoski    |
| 2002 | Sébastien D. Rodriguez, Dragovan, Thomas Engel Hart, Lutz, Tom Van Lingen                                    |
| 2003 | Alexandre & Matthieu, Anne Valérie Hash, Yvan Mispelaere, Felipe Oliveira Baptista, Vicente Rey, Yazbukey    |
| 2004 | Charles Anastase, Bless                                                                                      |
| 2005 | Felipe Oliveira Baptista, Cathy Pill, Marie Seguy, Bernhard Willhelm, Yazbukey                               |
| 2006 | Natalia Brilli, Jens Laugesen, Christian Wijnants                                                            |
| 2007 | Commuun, Richard Nicoll, Bruno Pieters, Toga                                                                 |
| 2008 | Gareth Pugh                                                                                                  |
| 2009 | Giles Deacon, Ligia Dias                                                                                     |
| 2010 | Hakaan Yildirim                                                                                              |
| 2011 | Anthony Vaccarello, Yiqing Yin                                                                               |
| 2012 | Julien David, Pièce d'Anarchive                                                                              |
| 2013 | Alexandre Mattiussi, Christine Phung                                                                         |
| 2014 | Iris Van Herpen, Coperni Femme                                                                               |
| 2015 | Pigalle Paris, Léa Peckre, Charlotte Chesnais                                                                |
| 2016 | Wanda Nylon, Atlein, Léa Peckre                                                                              |
| 2017 | Y/Project, Avoc, Ana Khouri, EUVEKA                                                                          |
| 2018 | Atlein, Ludovic de Saint-Sernin, Dheygere, Colorifix                                                         |
| 2019 | Koché, Nix Lecourt Mansion, Khaore, Worn Again Technologies                                                  |
| 2020 | Edition Spéciale COVID : Marine Serre, Y/Project, Mossi, Tekyn                                               |
| 2021 | Bianca Saunders, EGONLab, Aswad, Spinnova                                                                    |
| 2022 | BOTTER, Robert Wun, Bluemarble, Dolly Cohen, Everdye                                                         |